# Chad Banks
Chad Banks là một chính khách người Mỹ và là thành viên đảng Dân chủ của Hạ viện Wyoming, đại diện cho khu vực 17 kể từ ngày 12 tháng 1 năm 2021.
Một cư dân của Rock Springs, trước khi được bầu vào cơ quan lập pháp tiểu bang, ông đã từng là quản lý của Cơ quan Đổi mới Đô thị/Phố chính Rock Springs, và trước đây đã từng phục vụ trong hội đồng thành phố. Ông tốt nghiệp Đại học Wyoming và Cao đẳng Cộng đồng Western Wyoming.
Ông sẽ là một trong ba nhà lập pháp LGBT trong phiên họp tiếp theo, cùng với Cathy Connolly và Dan Zwonitzer được bầu lại, và là nhà lập pháp LGBT thứ tư trong lịch sử bang sau thất bại của Sara Burlingame.